# Bitwa pod Barrosą
Bitwa pod Barrosą (znana również jako Bitwa pod Chiclana) – starcie zbrojne, do którego doszło 5 marca 1811 roku, podczas wojny na Półwyspie Iberyjskim, będące częścią walk o Kadyks. Pomimo taktycznego zwycięstwa sojuszniczych wojsk brytyjsko-hiszpańskich nad blokującymi miasto Francuzami sprzymierzonym nie udało się przerwać oblężenia Kadyksu.

## Przyczyny bitwy
W wyniku francuskiej ofensywy na południu Hiszpanii w 1810 roku Sewilla została zajęta przez siły dowodzone przez marszałka Soulta 1 lutego 1810 roku, a pozostałości wojsk hiszpańskich wycofały się do ufortyfikowanego i położonego w obronnym miejscu portowego Kadyksu. Podjęta przez Francuzów pomiędzy 6 a 8 lutego próba zajęcia miasta nie powiodła się, nie przyniosły efektu także próby zmuszenia Hiszpanów do kapitulacji poprzez nękający ostrzał artyleryjski, który był nieskuteczny. Brak floty uniemożliwił Francuzom odcięcie dostępu do miasta od strony Oceanu Atlantyckiego i rozpoczęta w lutym blokada miała jedynie lądowy charakter. Wypracowane przez rządzącą w Kadyksie od października 1810 roku Regencję porozumienie ze Zjednoczonym Królestwem umożliwiło dostarczenie do miasta posiłków brytyjskich oraz reorganizację oddziałów hiszpańskich. W maju 1810 roku siły oblegających i oblężonych wyrównały się.
Na złą współpracę pomiędzy hiszpańskimi władzami miasta i dowództwem brytyjskim wpływały rozbieżne cele: dla Brytyjczyków priorytetem na Półwyspie Iberyjskim była obrona Portugalii przed francuską dominacją. Podjęcie aktywnych działań w dowolnym rejonie Hiszpanii uzależniali od posiadania bazy morskiej, przez którą możliwe byłoby zapewnienie zaopatrzenia. Hiszpanie chcieli uniknąć przejęcia przez Anglików Kadyksu, aby nie pozwolić na utworzenie kolejnej po Gibraltarze półenklawy, niezależnej od hiszpańskich władz. Sojusznicy doszli jednak wspólnie do wniosku, że dalsze gromadzenie sił w blokowanym Kadyksie jest nieefektywne i konieczny jest przerzut ich części do innego miasta bądź przerwanie blokady.
Dyslokację sił w inny rejon Półwyspu Iberyjskiego utrudniał brak odpowiedniego portu w rękach sprzymierzonych. Okazją do zniesienia blokady stała się przeprowadzona na początku 1811 roku ofensywa francuska pod dowództwem Soulta w Estramadurze – aby zgromadzić odpowiednie siły wycofał on ok. jednej trzeciej oddziałów z blokującego Kadyks I Korpusu marszałka Victora, zmniejszając jego liczebność do ok. 15 tys. ludzi. Przewaga sprzymierzonych umożliwiła zaplanowanie działań ofensywnych celem narzucenia Francuzom bitwy: przewiezione przez flotę oddziały pod dowództwem brytyjskiego generała Grahama miały wylądować na tyłach oblegających, a ich atak zbiec się z wypadem wojsk hiszpańskich z Kadyksu.

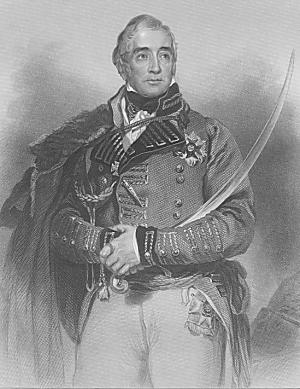
Portret Thomasa Grahama ilustrujący jego biografię wydaną w 1880 r.

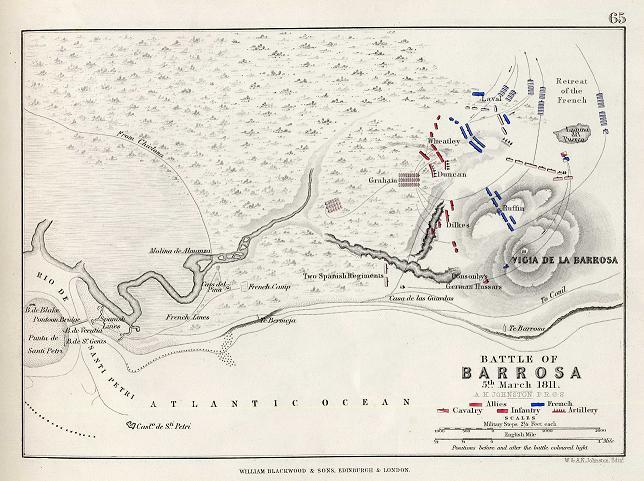
Plan bitwy pod Barrosą Alison’s History of Europe

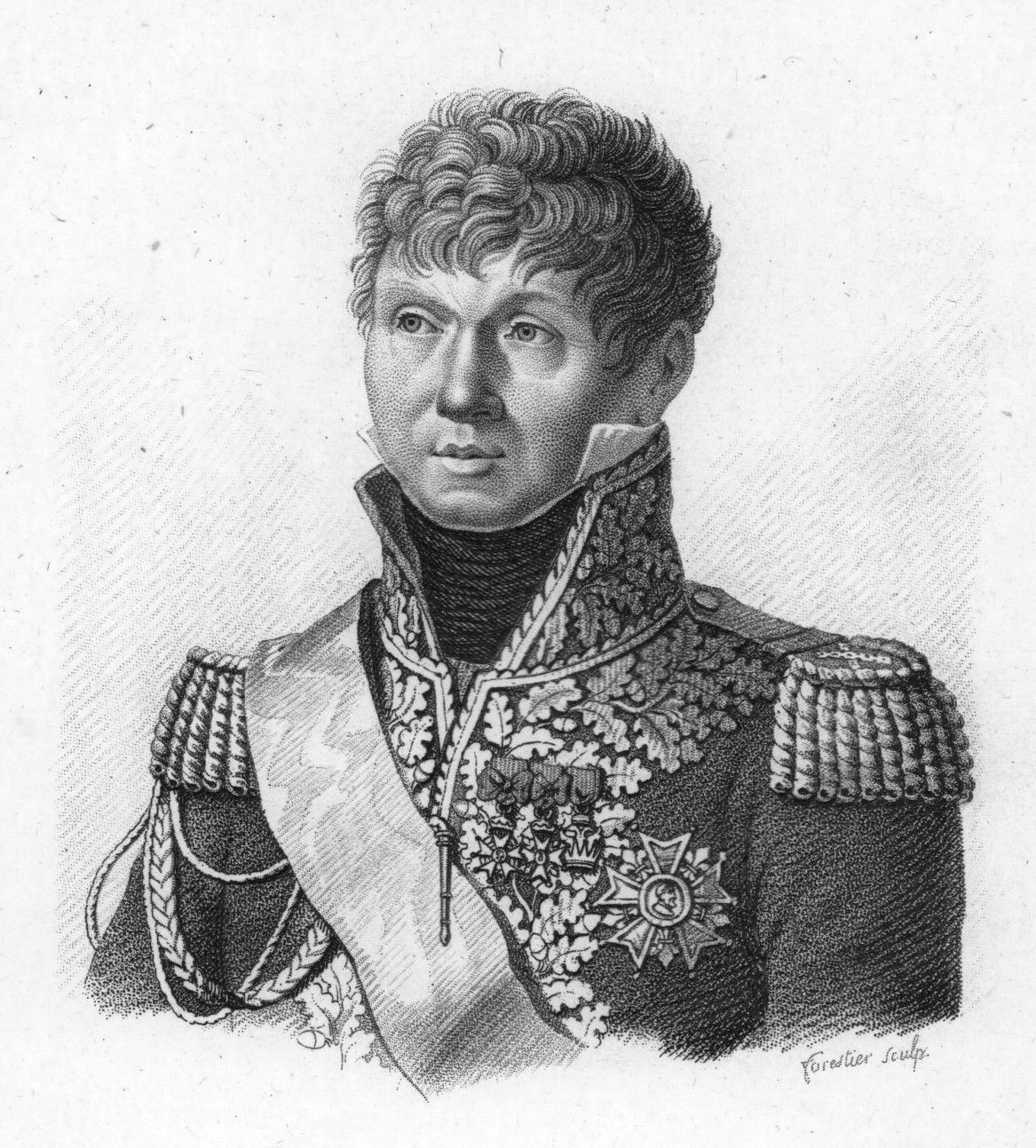
Marszałek Claude-Victor Perrin dowodzący Francuzami w bitwie pod Barrosą

## Przebieg bitwy
23 lutego 1811 roku liczące ok. 4000 żołnierzy oddziały dowodzone przez brytyjskiego generała Grahama wylądowały w Algeciras, gdzie dołączyły do nich posiłki z Gibraltaru. 27 lutego zgrupowanie osiągnęło pierwotny cel wyprawy – Tarifę, gdzie zostało wzmocnione pułkiem piechoty przetransportowanym z Anglii i liczącymi ok. 10 000 ludzi oddziałami hiszpańskimi o niewielkiej wartości bojowej. Dowództwo nad całością sił objął hiszpański generał Manuel Lapeña, który poprowadził sprzymierzonych przeciwko ufortyfikowanemu klasztorowi w Casas Viejas. Osiągnięto go 2 marca. Francuski garnizon klasztoru został pokonany, jednak długotrwałość marszu i zmęczenie żołnierzy spowodowało, że La Peña rezygnując z pierwotnego celu operacji zarządził powrót najprostszą drogą nadmorską do Kadyksu. Wypad sił hiszpańskich z oblężonego miasta został odparty 3 marca przez Francuzów. Marszałek Perrin zorientował się w zamiarach sprzymierzonych i podjął decyzję o zaatakowaniu maszerujących w kierunku Kadyksu sił La Peña’y i Grahama przez dywizję generała Villatte w rejonie Torre Bermeja oraz umieścił dwie dywizje (Levala i Ruffina) w Chiclana celem zaatakowania flanki sprzymierzonych.
5 marca La Peña podjął decyzję o ataku na siły Villatte z marszu z zamiarem przebicia się do Kadyksu. Pierwszy atak Hiszpanów został odparty, ale kolejny wypad sił hiszpańskich z Kadyksu na tyły Villatte’a zmusił Francuzów do odwrotu. Wówczas La Peña podjął decyzję o koncentracji sił sprzymierzonych w Bermeji, jednak na sugestię gen. Grahama pozostawił na wzgórzu Barrosa oddział brytyjski w sile batalionu dowodzonego przez ppłk. Browna i szwadronu kawalerii, wspartego przez cztery bataliony hiszpańskie oraz grupę żołnierzy nieregularnych. Przed nadejściem głównych sił francuskich Hiszpanie opuścili pozycję na wzgórzu i skierowali śladem pozostałych wojsk sprzymierzonych w kierunku wybrzeża.
Około południa ppłk. Brown zrozumiał, że wzgórze Barrosa wkrótce zostanie zaatakowane przez przeważające siły francuskie i zdecydował na pospieszny odwrót śladem pozostałych wojsk sprzymierzonych. Około 12.30 francuska dywizja Ruffina wkroczyła na wzgórze Barrosa od północy, a dywizja Levala skierowana została do ataku na wycofujących się Anglików. Gen. Graham, zawiadomiony przez hiszpańskich partyzantów o zbliżaniu się Francuzów ocenił, że wobec francuskiej przewagi oraz rozbicia przez atakujących od strony Chiclany Francuzów hiszpańskich taborów podzielonej armii sprzymierzonych grozi klęska. Do zablokowania dywizji Ruffina skierował na obejście wzgórza Barrosa trzy szwadrony kawalerii, a przeciwko atakowi dywizji Levala zorganizował obronę w oparciu o las. Widząc jednak francuską artylerię zajmującą pozycję na wzgórzu zdecydował się na natychmiastowy kontratak celem odzyskania tej pozycji. Atak pojedynczego batalionu ppłk. Browna na obronną pozycję obsadzoną przez 2500 Francuzów wspartych przez 8 dział został z łatwością odparty przy ciężkich stratach Anglików, ale ludzie ppłk. Browna pomimo rozproszenia batalionu kontynuowali walkę ogniową wykorzystując osłonę nielicznych drzew. Czas poświęcony na odparcie kontrataku pozwolił Grahamowi rozwinąć brygadę gen. Wheatleya na brzegu lasu, sprowadzić na pole bitwy znajdującą się najdalej brygadę gen. Dilkesa oraz przegrupować artylerię.
Podjęty z opóźnieniem atak kolumnowy francuskiej dywizji Ruffina w dół wzgórza załamał się w silnym ogniu prowadzonym przez angielskich strzelców ustawionych w linię. Pomimo wprowadzenia do walki przez gen. Victora dwóch batalionów rezerwowych, Anglicy podjęli atak na całej linii kierowany osobiście przez gen. Grahama, zdobywając orła pułkowego 8. pułku piechoty liniowej. Dywizja Levala została rozbita.
Pokonani Francuzi wycofali się na wzgórze Barrosy, gdzie zostali zaatakowani przez brygadę Dilkesa, w trakcie gdy brygada Wheatleya zaatakowała francuskie rezerwy. W końcowej fazie starcia zginęło dwóch francuskich generałów – w tym dowódca brygady Rousseau. Starcie trwało ok. dwóch godzin.

## Skutki bitwy
Brak współdziałania sprzymierzonych uniemożliwił wykorzystanie sukcesu. La Peña nie udzielił wsparcia siłom gen. Grahama, a dowodzeni przez niego Hiszpanie maszerowali drogą z Barmeja w kierunku Kadyksu, zamierzając osłonić go przed spodziewanym francuskim atakiem. Zaskoczony wycofaniem się sojusznika gen. Graham przerwał pościg za pokonanym nieprzyjacielem i wycofał do Kadyksu, co z kolei zdziwiło Hiszpanów. Umożliwiło to Francuzom uniknięcie poważniejszych następstw taktycznej klęski i utrzymanie blokady Kadyksu.
Wściekły na hiszpańskiego sojusznika gen. Graham odmówił dalszej służby pod tak niekompetentnym dowódcą, za jakiego uważał Manuela La Peñę. Z kolei hiszpańscy dowódcy obwiniali Anglików o zaprzepaszczenie zwycięstwa ze względu na ich nieuzgodniony z sojusznikiem odwrót.
Pomimo uniknięcia strategicznej porażki sytuacja Francuzów na Półwyspie Iberyjskim znacznie się pogorszyła: na skutek strat i upadku morale zmuszeni zostali oni do przejścia do defensywy. Realnym celem blokady miasta po bitwie stało się jedynie powstrzymywanie sojuszników przed ofensywą mającą na celu wyzwolenie całej Hiszpanii. Obecność brytyjskiego garnizonu i sił hiszpańskich w mieście zagrażała wojskom francuskim walczącym w Estramadurze oraz atakującym umocnione pozycje angielskie w Portugalii.
Zdobyty w bitwie pod Barrosą francuski orzeł pułkowy został przewieziony do Anglii i uroczyście zdeponowany w Whitehall.